# Richard Muther
Albert Carl Richard Muther (* 25. Februar 1860 in Ohrdruf; † 28. Juni 1909 in Wölfelsgrund, Provinz Niederschlesien) war ein deutscher Kunsthistoriker.

## Leben und Wirken
Muther studierte ab 1877 Kunstgeschichte und Literaturwissenschaft in Heidelberg und Leipzig und wurde 1881 bei Anton Springer mit einer Dissertation über den Schweizer Maler Anton Graff promoviert. Er ging nach München, wo er sich mit mittelalterlichen Buchillustrationen beschäftigte. Dort habilitierte er sich 1883 mit seiner Schrift Die ältesten deutschen Bilderbibeln. Ab 1885 arbeitete er als zweiter Konservator im Kupferstichkabinett in München. Seine Bemühungen um eine Professur in München scheiterten 1890, diese erhielt Berthold Riehl.
In dieser Zeit ging Muther eine Verbindung mit dem Verleger Georg Hirth ein, der einige seiner Werke verlegte. Er begann damit kunstbezogene Artikel für verschiedene Zeitungen und Zeitschriften zu schreiben und verfasste zwei Reiseführer für die Alte Pinakothek in München und die Berliner Gemäldegalerie. Für Aufsehen sorgte er erstmals mit seiner Geschichte der Malerei im 19. Jahrhundert, die 1893/1894 in drei Bänden erschien und umgehend in mehrere Sprachen übersetzt wurde. In dieser greift Muther einige ältere Lehrmeinungen an und ergreift u. a. Partei für den Naturalismus und Neuidealismus. Wegen dieser Auffassungen, aber nicht zuletzt auch durch seinen ungewöhnlichen, sehr bildlichen und teils erotisch angehauchten Schreibstil, mit dem nicht nur ein wissenschaftliches Fachpublikum angesprochen werden sollte, machte sich Muther einige Feinde, z. B. Georg Dehio, gewann aber auch bekannte Sympathisanten wie Felix Dahn, Hugo von Hofmannsthal und Sigmund Freud. Muther gehörte mit dieser Veröffentlichung zu den Ersten, die sich überhaupt wissenschaftlich mit der aufkommenden Modernen Kunst auseinandersetzten.
1895 wurde er Professor für Kunstgeschichte an der Universität Breslau. Nachdem man ihn wegen seines literarischen Duktus’ und seiner teilweise sehr subjektiven Einschätzungen immer wieder kritisiert hatte, wurden 1896 Vorwürfe des Kunsthistorikers Theodor Volbehr laut, dass Muther bei ihm abgeschrieben habe. Wegen dieser Plagiatsvorwürfe wurde noch im selben Jahr ein Tadel von der Fakultät über ihn ausgesprochen, was Muthers Ruf stark beschädigte. Muther selbst sah in den Vorwürfen eine Schmutzkampagne gegen sich und sprach von Muther-Hetze, was auch der Titel einer Verteidigungsschrift wurde. Von seinen späteren Werken erlangte vor allem die in fünf Bänden erschienene Geschichte der Malerei (1899–1902) Popularität, die auch ins Englische übersetzt wurde. Ab 1902 war Muther der Herausgeber einer Reihe von Künstlermonographien mit dem Titel Die Kunst. Sammlung illustrierter Monographien, für die u. a. Julius Meier-Graefe und Rainer Maria Rilke Bücher verfassten. Rilke schrieb im Auftrag Muthers eine Monographie über den französischen Bildhauer Auguste Rodin. Die Auseinandersetzung mit Rodin sollte großen Einfluss auf das Werk des Dichters haben.
Er war einer der umstrittensten, aber zugleich auch populärsten deutschen Kunsthistoriker jener Zeit. Seine Geschichte der Malerei wird, neben anderen Werken, bis heute aufgelegt.

## Schriften/Herausgeberschaft (Auswahl)
- Anton Graff. Ein Beitrag zur Kunstgeschichte des achtzehnten Jahrhunderts. Leipzig 1881 (digitale-sammlungen.de Digitalisat, BSB München).
- Die ältesten deutschen Bilderbibeln: bibliographisch und kunstgeschichtlich. München 1883 (mdz-nbn-resolving.de Digitalisat, BSB München).
- Die deutsche Bücherillustration der Gotik und Frührenaissance (1460-1530). München 1884.
- mit Georg Hirth (Hrsg.): Meisterholzschnitte aus vier Jahrhunderten. 3. Auflage München 1888 (books.google.de).
- Der Cicerone in der Münchner Alten Pinakothek. München 1888 (archive.org).
- Der Cicerone in der Kgl. Gemäldegalerie in Berlin. München 1889 (archive.org).
- Geschichte der Malerei im 19. Jahrhundert. 3 Bände, München 1893/1894 Band 1 (books.google.de), Band 2 (books.google.de), Band 3 (books.google.de).
- Die Muther-Hetze. Ein Beitrag zur Psychologie des Neides und der Verleumdung. München / Leipzig 1896 (digitale-sammlungen.de) BSB München.
- Geschichte der Malerei. 5 Bände, Leipzig 1899–1902, Band 1 (mdz-nbn-resolving.de BSB München), Band 2 (archive.org), Band 3 (archive.org), Band 4 (archive.org), Band 5 (archive.org).
- Studien und Kritiken. 2 Bände, Wien 1901/1902, Band 1 (archive.org), Band 2 (archive.org).
- Ein Jahrhundert französischer Malerei. Berlin 1901 (archive.org, dbooks.bodleian.ox.ac.uk PDF).
- Geschichte der englischen Malerei. Berlin 1903.
- Die belgische Malerei im neunzehnten Jahrhundert. Berlin 1904 (digital.ub.uni-paderborn.de UB Paderborn).
- Rembrandt, ein Künstlerleben. Berlin 1904 (digital.ub.uni-paderborn.de UB Paderborn).
- mit Ernst Wilhelm Bredt: München als Kunststadt. Marquardt, Berlin 1907.
- (Hrsg.): Die Kunst. (Sammlung illustrierter Monographien, ZDB-ID 845176-X) (Volltexte [Wikisource]). Innerhalb der Reihe Beiträge zu:
  - Lucas Cranach. In: Die Kunst. Nr. 1. Berlin 1902 (archive.org).
  - Die Renaissance der Antike. In: Die Kunst. Nr. 8. Berlin 1903 (archive.org).
  - Leonardo da Vinci. In: Die Kunst. Nr. 9. Berlin 1903 (polona.pl).
  - Jean-François Millet. In: Die Kunst. Nr. 17. Berlin 1903 (digitalesammlungen.uni-weimar.de).
  - Diego Velázquez. In: Die Kunst. Nr. 23. Berlin 1903 (books.google.de).
  - Francisco de Goya. In: Die Kunst. Nr. 30. Berlin 1904.
  - Rembrandt. In: Die Kunst. Nr. 40. Berlin 1906.
  - Courbet. In: Die Kunst. Nr. 48. Berlin 1908 (archive.org).
- mit Georg Brandes, Werner Sombart, Richard Strauss (Hrsg.): Morgen. Wochenschrift für deutsche Kultur. Berlin 1907–1909 (Volltexte [Wikisource]).